# 萊赫柳加勒
萊赫柳加勒是羅馬尼亞的城鎮，位於該國東南部，距離首府克勒拉希50公里，由克勒拉希縣負責管轄，面積82平方公里，海拔高度55米，2009年人口6,322，大多數居民信奉東正教。